# Lewon Tschauschjan
Lewon Alexandri Tschauschjan (armenisch Լևոն Ալեքսանդրի Չաուշյան, russisch Левон Александрович Чаушян, Transkription Lewon Alexandrowitsch Tschauschjan, wiss. Transliteration Levon Aleksandrovič Čaušjan, auch Č'aowšyan; englische Schreibweise Levon Chaushian oder Chaushyan; geboren am 10. Mai 1946 in Jerewan, Armenische SSR; gestorben am 17. Februar 2022 ebenda, Armenien) war ein sowjetischer und armenischer Komponist und Hochschullehrer.

## Leben
Lewon Tschauschjan wurde als Sohn des Cellisten Alexander Tschauschjan und der Pianistin Schake Sakarjan 1946 in Jerewan geboren. Die Großeltern waren Flüchtlinge, die zur Zeit des Völkermords aus dem historischen Westarmenien vertrieben wurden.
Lewon Tschauschjan begann schon im Alter von elf Jahren zu komponieren. Nach dem Besuch der Tschaikowski-Musikschule von 1954 bis 1962 wurde er auf Empfehlung des Komponisten Stepan Dscherbaschjan (1917–1973) am Staatlichen Komitas-Konservatorium Jerewan aufgenommen. Er studierte dort bis zum Abschluss der postgradualen Ausbildung von 1964 bis 1973 Komposition bei Edward Mirsojan sowie Klavier bei Georgi Saradschew (1919–1986).
Noch während des Studiums begann er mit Lehrtätigkeiten. Von 1970 bis 2000 unterrichtete er an der Romanos-Melikjan-Musikschule. Ab 1972/73 lehrte er außerdem am Staatlichen Konservatorium Jerewan das Fach Dirigieren, von 1999 bis 2011 war er dort als Professor für Komposition tätig.
Im armenischen Komponistenverband der Sowjetunion wirkte er, ab 1969 Mitglied, von 1979 bis 1985 im Vorstand und von 1986 bis 1991 als Vizepräsident. 1994 gründete Tschauschjan die Armenische Gesellschaft für Musik zur Förderung zeitgenössischer Komponisten und war von 1994 bis 2004 Vorsitzender des Kuratoriums beim Armenian National Philharmonic Orchestra. 2007 rief er als künstlerischer Leiter gemeinsam mit dessen Chefdirigent Eduard Topchjan das Yerevan International Music Festival ins Leben.
Tschauschjan starb im Februar 2022.

## Schaffen
Er komponierte Orchesterwerke, darunter Sinfonische Poeme, Suiten und Instrumentalkonzerte, ferner Vokalwerke, etwa Oratorien, Chormusik und Lieder, zudem Kammermusik, u. a. 7 Streichquartette, sowie Klavierwerke.
Zu seinen Hauptwerken zählt das einsätzige Sinfonische Poem To the Unknown Soldier von 1984. In postsowjetischer Zeit entstand etwa das 16-stimmige Chorwerk A Word to God from the Depths of the Heart (2001), und einem seiner letzten Klavierstücke gab er den Titel Covid-19. Diary of self-isolated (2020).
Stilistisch zeigen sich Einflüsse von Chatschaturjan, Schostakowitsch und Bartók. Seine Kompositionen verarbeiten Elemente der armenischen Musik seit Komitas Vardapet und sind gleichzeitig der Moderne verpflichtet, ihre Bandbreite reicht vom Neoklassizismus bis hin zur erweiterten Tonalität.
Seine Kompositionen werden in Europa, Asien und Nordamerika aufgeführt.

## Auszeichnungen
1969 erhielt er einen Preis beim Allunions-Wettbewerb für sein erstes  Sinfonisches Poem und 1974 einen Staatlichen Jugendpreis für sein Violinkonzert. 1983 wurde er für sein 2. Streichquartett beim International Rostrum of Composers der UNESCO in Paris ausgezeichnet, und 1985 gewann er mit seinem Werk To the Unknown Soldier den 1. Preis beim Staatlichen Wettbewerb für sinfonische Musik. Tschauschjan wurde außerdem 2009 mit dem Titel Verdienter Künstler der Republik Armenien geehrt, 2021 erhielt er die Moses-von-Choren-Medaille für sein Lebenswerk.

## Privates
Die Tochter Anahit wurde Pianistin, ging 1994 ins Ausland und lebt in London, der Sohn Alexander wurde Cellist.